# Grande Prêmio Jef Scherens de 2018
A 52.ª edição da clássica ciclista Grande Prêmio Jef Scherens (nome oficial: Grote Prijs Jef Scherens-Rondom Leuven) celebrou-se na Bélgica a 16 de setembro de 2018 sobre um percurso de 185,7 quilómetros com início e final na cidade de Lovaina.
A carreira fez parte do UCI Europe Tour de 2018, dentro da categoria 1.1, e foi vencida pelo belga Jasper Stuyven da Trek-Segafredo. Os também belgas Jonas Van Genechten da Vital Concept e Timothy Dupont da Wanty-Groupe Gobert, segundo e terceiro classificado respectivamente, completaram o pódio.

## Equipas participantes
Tomaram parte na carreira 23 equipas: 3 de categoria UCI WorldTeam; 9 de categoria Profissional Continental e 11 de categoria Continental. Formando assim um pelotão de 158 ciclistas dos que acabaram 98. As equipas participantes foram:
| Equipes WorldTeam (3)- Lotto Soudal - Trek-Segafredo - Lotto NL-Jumbo Equipes profissionais Continentais (9)- Hagens Berman Axeon - Roompot-Nederlandse Loterij - Israel Cycling Academy - Sport Vlaanderen-Baloise - Vérandas Willems-Crelan - Fortuneo-Samsic - Wanty-Groupe Gobert - WB-Aqua Protect-Veranclassic - Vital Concept Equipes Continentais (11)- Cibel-Cebon - Team Joker Icopal - Lviv - Tarteletto-Isorex - T.Palm-Pôle Continental Wallon - SEG Racing Academy - Saint Michel-Auber 93 - Coop - Leopard - BEAT Cycling Club - Team Sauerland NRW p/b SKS GERMANY |
| |

## Classificação final
- As classificações finalizaram da seguinte forma:[2]

| \| Classificação geral \| Classificação geral \| Classificação geral \| Classificação geral \| Classificação geral \| \| Ciclista \| Ciclista \| Equipe \| Tempo \| \| \| ------------------- \| ------------------- \| ----------------------- \| ------------------- \| ------------------- \| \| 1. \| Jasper Stuyven \| Trek-Segafredo \| 4h16m54s \| \| \| 2. \| Jonas Van Genechten \| Vital Concept \| + 0s \| \| \| 3. \| Timothy Dupont \| Wanty-Groupe Gobert \| + 0s \| \| \| 4. \| Jens Debusschere \| Lotto-Soudal \| + 0s \| \| \| 5. \| Aksel Nõmmela \| BEAT Cycling Club \| + 0s \| \| \| 6. \| Jasper Philipsen \| Hagens Berman Axeon \| + 0s \| \| \| 7. \| Toms Skujiņš \| Trek-Segafredo \| + 0s \| \| \| 8. \| Markus Hoelgaard \| Joker Icopal \| + 0s \| \| \| 9. \| Alexander Krieger \| Leopard Pro Cycling \| + 0s \| \| \| 10. \| Sean De Bie \| Verandas Willems-Crelan \| + 0s \| \| |                     |                         |          |
| |                     |                         |          |
| Fonte: ProCyclingStats |                     |                         |          |
| Classificação geral |                     |                         |          |
| Ciclista | Ciclista            | Equipe                  | Tempo    |
| 1. | Jasper Stuyven      | Trek-Segafredo          | 4h16m54s |
| 2. | Jonas Van Genechten | Vital Concept           | + 0s     |
| 3. | Timothy Dupont      | Wanty-Groupe Gobert     | + 0s     |
| 4. | Jens Debusschere    | Lotto-Soudal            | + 0s     |
| 5. | Aksel Nõmmela       | BEAT Cycling Club       | + 0s     |
| 6. | Jasper Philipsen    | Hagens Berman Axeon     | + 0s     |
| 7. | Toms Skujiņš        | Trek-Segafredo          | + 0s     |
| 8. | Markus Hoelgaard    | Joker Icopal            | + 0s     |
| 9. | Alexander Krieger   | Leopard Pro Cycling     | + 0s     |
| 10. | Sean De Bie         | Verandas Willems-Crelan | + 0s     |

## UCI World Ranking
O Grande Prêmio Jef Scherens outorga pontos para o UCI WorldTour de 2018 e o UCI World Ranking, este último para corredores das equipas nas categorias UCI WorldTeam, Profissional Continental e Equipas Continentais. A seguinte tabela são o barómetro de pontuação e os corredores que obtiveram pontos:
| Posição             | 1.ª | 2.ª | 3.ª | 4.ª | 5.ª | 6.ª | 7.ª | 8.ª | 9.ª | 10.ª |
| Classificação geral | 125 | 85  | 70  | 60  | 50  | 40  | 35  | 30  | 25  | 20   |

| 1.º  | Jasper Stuyven      | Trek-Segafredo          | 125 |
| 2.º  | Jonas Van Genechten | Vital Concept           | 85  |
| 3.º  | Timothy Dupont      | Wanty-Groupe Gobert     | 70  |
| 4.º  | Jens Debusschere    | Lotto Soudal            | 60  |
| 5.º  | Aksel Nõmmela       | BEAT CC                 | 50  |
| 6.º  | Jasper Philipsen    | Hagens Berman Axeon     | 40  |
| 7.º  | Toms Skujiņš        | Trek-Segafredo          | 35  |
| 8.º  | Markus Hoelgaard    | Joker Icopal            | 30  |
| 9.º  | Alexander Krieger   | Leopard                 | 25  |
| 10.º | Sean De Bie         | Vérandas Willems-Crelan | 20  |